# Euproctis pseudoconspersa
Euproctis pseudoconspersa är en fjärilsart som beskrevs av Embrik Strand 1923. Euproctis pseudoconspersa ingår i släktet Euproctis och familjen tofsspinnare. Inga underarter finns listade i Catalogue of Life.

## Bildgalleri

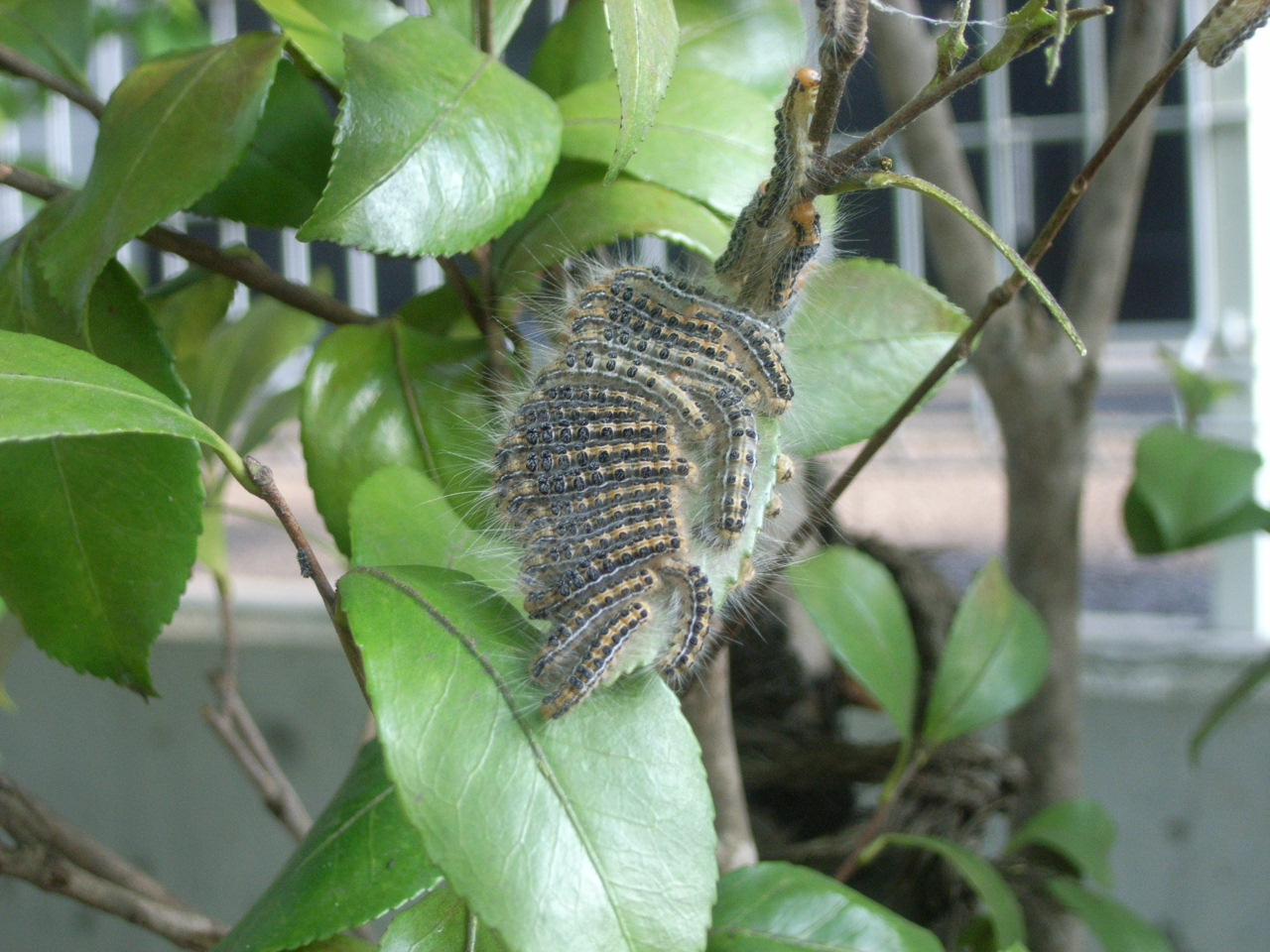